# Sparone
Sparone is een gemeente in de Italiaanse provincie Turijn (regio Piëmont) en telt 1175 inwoners (31-12-2004). De oppervlakte bedraagt 29,5 km², de bevolkingsdichtheid is 40 inwoners per km².

## Demografie
Sparone telt ongeveer 567 huishoudens. Het aantal inwoners daalde in de periode 1991-2001 met 4,0% volgens cijfers uit de tienjaarlijkse volkstellingen van ISTAT.
| Jaar | Inwoneraantal |
| ---- | ------------- |
| 1991 | 1223          |
| 2001 | 1174          |

## Geografie
Sparone grenst aan de volgende gemeenten: Ronco Canavese, Locana, Ingria, Ribordone, Pont-Canavese, Alpette, Canischio, Pratiglione, Corio, Forno Canavese.
1. ↑  https://demo.istat.it/?l=it.